# سفينة الأبحاث الملكية ديسكفري
سفينة الأبحاث الملكية ديسكفري هي سفينة بخارية إضافية مزودة بألواح خشبية صممت لأبحاث القطب الجنوبي. أطلقت في عام 1901، وكانت آخر سفينة خشبية تقليدية بثلاثة صواري يتم بناؤها في المملكة المتحدة. كانت مهمتها الأولى هي البعثة البريطانية الوطنية للقطب الجنوبي، التي حملت روبرت فالكون سكوت وإرنست شاكلتون في رحلتهما الأولى إلى القطب الجنوبي، والمعروفة باسم بعثة الاستكشاف البريطانية.